# Les Archives Flashman
Pour les articles homonymes, voir Flashman.
Les Archives Flashman (anglais : Flashman Papers) est une série de romans d'aventure de George MacDonald Fraser (1925 - 2008). Elle met en scène les aventures de Harry Paget Flashman, officier de l'armée britannique qui devient héros malgré sa pleutrerie et malhonnêteté. La série étant censée être une autobiographie posthume, Flashman avoue avec auto-complaisance toutes les supercheries et trahisons grâce auxquelles il a réussi à s'attirer la considération et le respect de tout son pays, ainsi que divers titres et récompenses. Toutes ces aventures du XIXe siècle sont extrêmement bien documentées, ce qui donne aux livres une valeur historique.

## Genèse
Ces livres mettent en scène  Harry Paget Flashman (1822–1915), anti-héros inspiré du personnage Flashman dans Tom Brown's School Days (1857), un ouvrage semi-autobiographique par Thomas Hughes (1822–1896). Dans ce livre, Flashman est le bagarreur du Rugby School, qui rudoie Tom Brown, mais est finalement exclu pour ivresse. L'écrivain du XXe siècle George MacDonald Fraser a l'idée d'écrire les mémoires de Flashman, où il serait un soldat victorien lâche, couard et dévergondé qui, à force de chance, deviendrait un héros. Il ne recule pas même devant le sacrifice de la vie des autres, le viol ou le mensonge, mais à chaque fois des concours de circonstances lui donnent le beau rôle.
L'auteur a toujours voulu ancrer son personnage dans la réalité, en lui faisant rencontrer des personnages historiques et vivre des évènements existants (batailles, exploits, guerres britanniques notamment) avec un haut souci de réalisme et de véracité historique. De plus, il a toujours prétendu que ces manuscrits étaient bien réels et avaient une histoire : à la mort du héros britannique le général Flashman en 1915, sa famille découvre dans ses papiers son autobiographie. Mais ceux-ci, scandaleux, remplis d'aveux de comportement déshonorants, indignes d'un officier de Sa Majesté, cyniques et ironiques, sont oubliés et interdits de publication. C'est par hasard qu'en 1965 Fraser en fait l'acquisition lors d'une vente aux enchères et, avec l'accord de M. Paget Morrisson, plus proche parent vivant de Flashman, il décide de les publier, ne faisant qu'ajouter quelques notes historiques en bas de page.

## Romans

### Dans l'ordre de parution
Douze romans de Flashman sont parus en langue anglaise. Seuls les deux premiers ont été traduits en français (1970 et 1972) puis ont été réédités par les éditions L'Archipel en 2004l. Il semblerait d'ailleurs que ces dernières aient renoncé à la parution des autres volumes en raison d'un succès inférieur aux prévisions. Ils sont présentés dans l'ordre de parution :
- Flashman (1969) se déroule sur la période 1839-1842 en Inde et Afghanistan, dans l'Empire colonial britannique, avec les lamentables défaites britanniques contre les Afghans et l'anéantissement de toute l'armée à la Bataille de Gandamak. Première parution en France en 1970 chez Calmann-Lévy.
- Royal Flash (1970) : 1843, 1847-1848. Flashman est aux prises avec Otto von Bismarck dans un état allemand factice, durant les révolutions de 1848. Première parution en France en 1972, chez Calmann-Lévy.
- Flash for Freedom! (1971) : 1848-1849. À la suite d'une triste affaire de triche, Flashman doit s'éloigner de l'Angleterre et de sa possible carrière politique quelque temps. Le voilà donc engagé dans la traite des esclaves en tant que négrier, le guidant d'Afrique à une odyssée américaine pour échapper à la Navy comme aux esclavagistes. Il croisera la route d'un certain Abraham Lincoln, d'une « madame » à la Nouvelle-Orléans, de l'Underground Railroad et de plusieurs esclaves en fuite... Pas de parution française pour le moment.
- Flashman at the Charge (1973) : 1854-1855.
- Flashman in the Great Game (1975) : 1856-1858.
- Flashman's Lady (1977) : 1843-1845.
- Flashman and the Redskins (1982) : 1849-1850, 1875-1876.
- Flashman and the Dragon (1985) : 1860.
- Flashman and the Mountain of Light (1990) : 1845-46.
- Flashman and the Angel of the Lord (1994) : 1858-1859.
- Flashman and the Tiger (1999) comprenant :
  - The Road to Charing Cross : 1877-1878.
  - The Subtleties of Baccarat : 1890-1891.
  - Flashman and the Tiger 1879, 1894.
- Flashman on the March (2005) : 1868.

### Dans l'ordre chronologique
- Le Hussard de Sa Majesté (Flashman): 1839-1842. Guerre d'Afghanistan.
- Flashman's Lady: 1843-1845
- Flashman and the Mountain of Light: 1845-1846
- Le prisonnier de Bismarck: 1847-1848. Révolutions de 1848.
- Flash for Freedom!: 1848-1849. Commerce triangulaire, traite des esclaves.
- Flashman and the Redskins Part I: 1849-1850. Les Apaches. La Ruée vers l'Ouest.
- Flashman at the Charge: 1854-1855. Charge de la Brigade Légère.
- Flashman in the Great Game: 1856-1858. Guerre des Cipayes.
- Flashman and the Angel of the Lord: 1858-1859
- Flashman and the Dragon: 1860. Guerre des Boxers.
- Flashman on the March: 1868
- Flashman and the Redskins Part II: 1875-1876. Little Big Horn.
- Flashman and the Tiger:
  - The Road to Charing Cross: 1877-1878
  - Flashman and the Tiger: 1879, 1894. Rencontre avec Sherlock Holmes.
  - The Subtleties of Baccarat: 1890-1891. La Cour de Victoria.
- Mister American: Mobilisation de 1914.

## Personnages

### Fictionnels
- Harry Paget Flashman, prototype de l'anti-héros.
- Elspeth Rennie Morrison, mariée Flashman, sa femme, dont lui-même ne sait si elle est vraiment naïve. Il la trompera allègrement (et peut-être vice-versa).

### Historiques
Dans ses romans, MacDonald fait souvent intervenir des personnages historiquement existants.
- Flashman, Hussard de Sa Majesté (Flashman)
  - Thomas Hughes, Thomas Arnold, lord Cardigan, lord Auckland, sir Robert Henry Sale, Paolo Avitabile, Willoughby Cotton, Alexander Burnes, Sher Afzul, le général John Nicholson, sir William Hay Macnaghten, le général William Elphinstone, Akbar Khan, Shah Shuja, William Nott, Henry Havelock, Arthur Wellesley, duc de Wellington, la reine Victoria, le prince Albert, Thomas Babington Macaulay.

- Le prisonnier de Bismarck (Royal Flash)
  - le prince Édouard, Lillie Langtry, Lola Montez, Otto von Bismarck, Louis Ier de Bavière, Lord Ranelagh, John Gully, Nicolas Ward (boxeur), lord Francis Conyngham, Richard Wagner, Franz Liszt, Oscar Wilde, Henry Irving (acteur), Karl Marx, lord Palmerston, Anthony Hope, le vicomte Arthur Peel, Jefferson Davis.

## Flashman l'homme

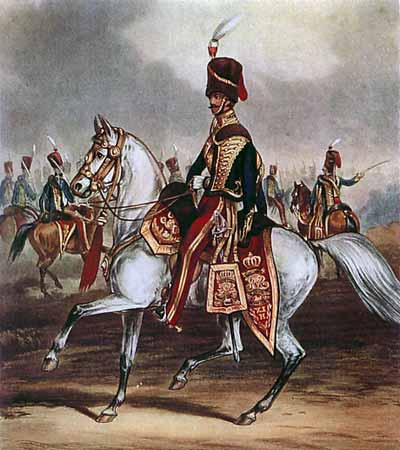
Officier dans l'uniforme du hussards

Sir Harry Paget Flashman VC KCB KCIE (1822–1915) est le pire officier de l'armée britannique mais en est fier. Il revendique dans ses mémoires d'être un lâche, pleutre, froussard, voleur, violeur en une occasion, menteur, usurpateur et la liste est non exhaustive. Il n'a mérité aucune des récompenses qu'on lui a octroyé, mais n'en a cure. Tout ce qu'il a gagné, il le doit à sa formidable chance. Il se reconnaît toutefois deux qualités fort utiles : il a le don des langues et est bel homme. En effet, cet anti-héros est un coucheur invétéré, trompant son épouse avec la première femme qu'il peut (gueuses, paysannes, compagne de son père, conquêtes de ses collègues, prostituées, esclave sexuelle, princesses, courtisanes, actrices...) s'adonnant de surcroît une fois au viol. Son regard cynique et ironique le rend toutefois extrêmement attachant et sympathique au lecteur, à défaut de l'être à ses contemporains.

### Flashman et les femmes
Flashman est décrit un comme un séducteur, une sorte de Don Juan moderne, ayant des mœurs assez libres en totale contradiction avec l'époque victorienne, réputée coincée. En effet, il est marié à Elspeth, sa ravissante, fougueuse et soi-disant naïve femme. Toutefois c'est sans elle qu'il part en Inde et en Afghanistan, et la trompe allègrement avec la première gueuse qui passe. Il va jusqu'à s'octroyer les services d'une esclave sexuelle en Inde et en viole une (la seule !) en Afghanistan.
C'est d'ailleurs des femmes que viendront la majeure partie de ses soucis dans Le Hussard de Sa Majesté : il couche avec la femme entretenue par son père, qui semble s'en douter et précipite le départ de son fils à l'armée. Tranquillement installé dans un régiment « de luxe » en Angleterre, il décide de coucher avec la conquête d'un autre officier. Sa réussite entraîne la foudre de ce-dernier, et un duel force Flashman à partir pour l'Écosse. Là, il reporte ses désirs sur la fille de la famille bourgeoise qu'il protège, et qui le loge. Il séduit la belle, mais la famille le force alors à l'épouser. Apprenant son mariage avec une fille de négociant, son supérieur le désavoue et décide de l'envoyer aux Indes, d'où il atteint l'Afghanistan. Dans cette contrée, invité par un chef de tribu, il se voit offrir une jolie danseuse répondant au nom Narriman, et ne peut refuser ce cadeau. Hélas, il est obligé de la violer, mais cette dernière était la promise de l'homme qui était un farouche ennemi de Flashman. Lorsque celui-ci l'attrape, Flashman manque de peu de se faire émasculer par Narriman.

## Succès

### France
Il faut signaler qu'en France seulement les deux premiers volumes ont été traduits (1970 et 1972 chez Calmann-Lévy, puis réédités en mai 2010 par les éditions l'Archipel), et qu'en raison d'un succès mitigé, ces dernières semblent avoir renoncé à la parution des tomes suivants. Pourtant le succès critique fut présent, et le livre fut encensé, mais une mauvaise opération de mercatique fut accusée. Il fut aussi avancé que l'esprit très « british » de la série, mêlant « flegme et lâcheté héroïque », pouvait ne pas avoir de prise sur le public français.

### Pays anglo-saxons
Si, en France, la saga ne fait pas grand bruit, elle jouit depuis longtemps d'un succès rare chez les Anglo-Saxons. En effet, on recense aujourd'hui 16 clubs de fans à travers le Commonwealth (même aux Îles Sandwich du Sud) qui, à la manière des clubs de Sherlock Holmes, véhiculent l'image et font vivre la mémoire de cet atypique soldat,. Ces sociétés vont jusqu'à mettre en vente des produits dérivés de Flashman.
Dans les pays anglophones, le ton quasi-érudit des romans a parfois causé des malentendus. Lorsque le premier livre a été publié aux États-Unis, de nombreux critiques ont supposé que c'était une vraie autobiographie.

## Adaptations

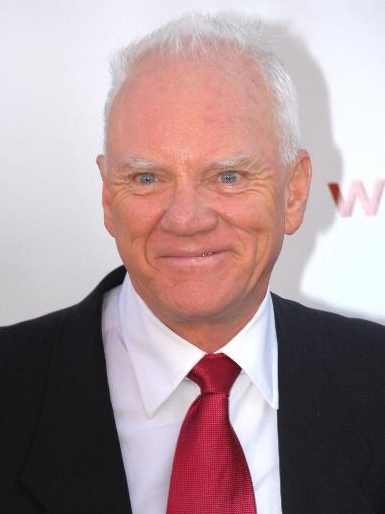
Malcolm McDowell, qui interprète le valeureux Flashman

Un script pour une adaptation filmique de Flashman a été écrit en 1969 par Frank Muir, et le rôle devait être tenu par John Alderton. Un film inspiré du Prisonnier de Bismarck (Royal Flash), intitulé en français Le Froussard héroïque, de Richard Lester, est sorti en 1975. Y jouaient notamment Malcolm McDowell en Flashman, Oliver Reed comme Otto von Bismarck et Alan Bates comme Rudi von Sternberg. Il reçut un accueil mitigé, la plupart des amateurs de la série l'ayant évité, Lester s'éloignant trop du livre (notamment concernant la psychologie de Flashman) et survolant le contexte historique.
À la suite de son expérience avec lester, Fraser déclara qu'aucune autre adaptation n'avait été faite car il ne laisserait « personne d'autre avoir un contrôle sur le script... et ça n'arrive jamais à Hollywood »,. Il déplora aussi le manque d'acteurs britanniques corrects pour interpréter Flashman. Cependant, Errol Flynn était son favori de toujours, mais Daniel Day-Lewis ne lui aurait pas déplu pour jouer son rôle.
En 2007, Celtic Films indiquaient sur leur site qu'une série TV Flashman était en développement. Parallèlement, Picture Palace a annoncé le tournage de Flashman at the Charge, quatrième aventure, pour la télévision, dirigé par George MacDonald Fraser lui-même.
Toutefois, aucune nouvelle n'a été donnée depuis, et le projet a même été retiré des deux sites.
En 2002, Patrick Rayner produisit l'adaptation radio de Flash for Freedom!, troisième aventure du héros, puis en 2005 celle de Flashman At The Charge, quatrième aventure, pour la radio britannique BBC Radio 4.